# Orožna listina
Orožna listina je osebni dokument, ki ga izda pristojni državni organ (po navadi ministrstvo za notranje zadeve), s katerim se izkazuje identiteta nosilca dokumenta in hkrati potrjuje, da nosilec dokumenta legalno rokuje z orožjem.

## Vrste
V Sloveniji obstajajo naslednje vrste orožnih listin, ki so opredeljene v 11. členu Zakona o orožju RS:

### Dovoljenje za nabavo orožja
Dovoljenje za nabavo orožja je definirano kot listina, ki »dovoljuje posameznikom, pravnim osebam in podjetnikom (v nadaljevanju: oseba) nabavo orožja in se izda z veljavnostjo šestih mesecev. Če imetnik ne izkoristi dovoljenja, ga mora v roku osmih dni po prenehanju njegove veljavnosti vrniti upravni enoti, na območju katere ima stalno prebivališče oziroma svoj sedež. Nabavo orožja mora imetnik dovoljenja priglasiti pristojnemu organu v roku osmih dni po njegovi nabavi, da orožje registrira in da zaprosi za izdajo orožne listine za posest oziroma nošenje orožja.«

### Dovoljenje za nabavo streliva
Dovoljenje za nabavo streliva je definirano kot listina, ki »dovoljuje osebi nabavo streliva in se izda z veljavnostjo šestih mesecev«.

### Orožni list
Orožni list je definiran kot listina, ki »dovoljuje posamezniku posest in nošenje vpisanega kosa orožja in se izda za lovsko in športno orožje z veljavnostjo dvajsetih let, za varnostno orožje pa z veljavnostjo desetih let, po preteku veljavnosti dovoljuje orožni list posamezniku posest orožja brez pravice nošenja in prenašanja«.

### Dovoljenje za posest orožja
Dovoljenje za posest orožja je definirano kot listina, ki »dovoljuje posamezniku posest posameznega kosa orožja brez pravice nošenja in se izda s trajno veljavnostjo«.

### Orožni posestni list
Orožni posestni list je definiran kot listina, ki »dovoljuje pravnim osebam in podjetnikom posest orožja, ki ga pod pogoji iz tega zakona in posebnih predpisov lahko zaupajo posameznikom«.

### Pooblastilo za nošenje orožja
Pooblastilo za nošenje orožja je definirano kot listina, ki »dovoljuje posamezniku, da na podlagi orožnega posestnega lista nosi posamezen kos orožja, ki mu je zaupan. To pooblastilo izda imetnik orožnega posestnega lista z veljavnostjo petih let od potrditve pristojnega organa. Ob vsakem prenehanju razloga za izdajo pooblastila za nošenje orožja sta pravna oseba in podjetnik dolžna takoj odvzeti pooblastilo posamezniku in v osmih dneh o tem obvestiti pristojni organ.«.

### Pooblastilo za prenos orožja
Pooblastilo za prenos orožja je definirano kot listina, ki »dovoljuje posamezniku, da na podlagi orožnega posestnega lista prenaša orožje, ki mu je zaupano. To pooblastilo izda imetnik orožnega posestnega lista z veljavnostjo petih let od potrditve pristojnega organa. Ob vsakem prenehanju razloga za izdajo pooblastila za prenos orožja je pravna oseba dolžna takoj odvzeti pooblastilo posamezniku in v osmih dneh o tem obvestiti pristojni organ.«.

### Dovoljenje za zbiranje orožja
Dovoljenje za zbiranje orožja je definirano kot listina, ki »dovoljuje osebi zbiranje orožja brez pravice nošenja in se izda s trajno veljavnostjo.« To dovoljenje je po navadi izdano muzejem in zasebnim zbirateljev starega orožja.

### Priglasitveni list
Priglasitveni list je definiran kot listina, ki »dovoljuje posamezniku posest posameznega kosa orožja kategorije D brez pravice nošenja. Priglasitveni list izda oseba, ki je po tem zakonu pooblaščena za promet z orožjem, če ni v tem zakonu drugače določeno.«